# Lucifotychus hirsutus
Lucifotychus hirsutus är en skalbaggsart som beskrevs av Chandler 1991. Lucifotychus hirsutus ingår i släktet Lucifotychus och familjen kortvingar. Inga underarter finns listade i Catalogue of Life.